# Gnorimosphaeroma insulare
Gnorimosphaeroma insulare is een pissebed uit de familie Sphaeromatidae. De wetenschappelijke naam van de soort is voor het eerst geldig gepubliceerd in 1940 door Van Name.